# Dicranomyia melanogramma
Dicranomyia melanogramma là một loài ruồi trong họ Limoniidae. Chúng phân bố ở miền Australasia.